# 康体

康体（方正）

康體又稱康有為碑體，是以康有為書法風格為特色的漢字字體，具有“重、拙、大”的特點。康有為自己評價康體：
|  | 自宋後千年皆帖學，至近百年始講北碑。然張廉卿集北碑之大成，鄧完白寫南碑漢隸而帖，包慎伯全南帖而無碑。千年以來，未有集北碑南帖之成者，況兼漢分、秦篆、周籒而陶冶之哉。鄙人不敏，謬欲兼之……鄙人創此千年未有之新體，沈布政子培望而識之，鄭叔問識而奪取，移贈翰臣，得人哉。 |

## 方正康體
由中國書法家貝威揚書寫、方正集團開發，在康有為書法基礎上誇張變形而成的印刷字體。適用於書、報刊印刷以及廣告宣傳、包裝裝飾和匾額招牌等效果。兼有簡體、繁體兩套字庫。